# Dekanat Korosteń
Dekanat Korosteń – jeden z 11 dekanatów katolickich w diecezji kijowsko-żytomierskiej na Ukrainie.

## Parafie
- Gorbułów – Parafia Niepokalanego Poczęcia Najświętszej Maryi Panny
- Horszczyk – Parafia Najświętszej Maryi Panny Matki Kościoła
- Irszańsk – Parafia Dzieciątka Jezus
- Korotyszcze – Parafia św. Józefa
- Korosteń – Parafia św. Honorata Kozmińskiego
- Ługiny – Parafia Wniebowzięcia Najświętszej Maryi Panny
- Nowa Borowa – Parafia Matki Bożej Bolesnej
- Owrucz – Parafia Wniebowzięcia Najświętszej Maryi Panny
- Torczyn – Parafia św. Maksymiliana Kolbego
- Uszomir – Parafia św. Mikołaja
- Horoszów – Parafia Przemienienia Pańskiego